# Haláli bábjáték
A Haláli bábjáték (eredeti cím: The Happytime Murders) 2018-ban bemutatott amerikai bűnügyi filmvígjáték, amelyet Todd Berger és Dee Austin Robertson forgatókönyvéből Brian Henson rendezett. A főbb szerepekben Melissa McCarthy, Maya Rudolph, Joel McHale, Elizabeth Banks és Leslie David Baker látható.
Az Amerikai Egyesült Államokban 2018. augusztus 24-én mutatták be a mozikban. Magyarországon a Digi Film vetítette.

## Rövid történet
Egy eleven bábfigurákkal népesített világban egy bábfigura-magánnyomozó és emberi társa egy bábokra vadászó sorozatgyilkos nyomába ered.

## Szereplők
| Szereplő        | Színész            | Magyar hang     |
| --------------- | ------------------ | --------------- |
| Connie Edwards  | Melissa McCarthy   | Börcsök Enikő   |
| Bubbles         | Maya Rudolph       | Létay Dóra      |
| Campbell ügynök | Joel McHale        | Crespo Rodrigo  |
| Jenny           | Elizabeth Banks    | Solecki Janka   |
| Banning hadnagy | Leslie David Baker | Faragó András   |
| Ronovan Scargle | Michael McDonald   | Czvetkó Sándor  |
| Mentős          | Apollo Garza       | Megyeri János   |
| Szereplő        | Eredeti hang       | Magyar hang     |
| Phil Philips    | Bill Barretta      | Háda János      |
| Vaddisznó       | Bill Barretta      | Kisfalusi Lehel |
| Junkyard        | Bill Barretta      | Megyeri János   |
| Makogó          | Kevin Clash        | Törköly Levente |
| Vinny           | Drew Massey        | Seder Gábor     |
| Larry           | Victor Yerrid      | Sztarenki Pál   |